# Eudynamys
Eudynamys è un genere di uccelli cuculiformi della famiglia Cuculidae, che comprende i koel in sensu stricto. Sono uccelli dal vistoso dimorfismo sessuale, mangiano frutta e insetti e sono parassiti di cova.

## Specie
Questo genere comprende tre 3 specie viventi:
- Koel becconero (Eudynamys melanorhynchus)
- Koel comune o Koel asiatico (Eudynamys scolopaceus)
- Koel orientale o Koel del Pacifico (Eudynamys orientalis) - recentemente separato da E. scolopaceus